# Michel Théato
Michel Johann Théato (Luxemburgo, 22 de marzo de 1878-París, 1919), fue un atleta luxemburgués que compitió por Francia en los Juegos Olímpicos de 1900 consiguiendo la medalla de oro en la prueba de maratón.
Poco se sabe sobre la vida de Théato, pero es seguro que no trabajó como un recadero de una panadería en París, como a menudo se ha dicho, sino que era un ebanista y miembro del St. Mandé Atletic Club. 
Ganó la carrera de maratón en los Juegos Olímpicos de 1900, aproximadamente de 40,260 km bajando por muy poco de las tres horas, pero esta victoria fue muy discutida pues varios corredores, entre ellos el americano Arthur Newton, demandó que Théato había realizado la carrera tomando atajos, ayudado por su conocimiento de las calles Parisinas. 
Durante mucho tiempo, se asumió que Théato era francés, y sólo a finales del siglo XX fue descubierto (por Alain Bouillé) que nació en Luxemburgo. Esto lo hacía el primer medallista Olímpico de su país, pero el Comité Olímpico Internacional afirma que él compitió por Francia, y de ahí que la medalla se acredite a este país.